# شهرستان کوشکینسکی
شهرستان کوشکینسکی (به لاتین: Koshkinsky District) یک شهرستان در روسیه است که در استان سامارا واقع شده‌است.